# 瓦爾哈拉山
瓦爾哈拉山（英語：Mount Valhalla），是南極洲的山峰，位於維多利亞地，處於瓦爾哈拉冰川西岸，屬於阿斯加德山脈的一部分，由新西蘭南極名稱諮詢委員會命名，現時由南極條約體系管理。